# Fritz Ruoff
Fritz Ruoff (* 31. Dezember 1906 in Nürtingen; † 5. Oktober 1986 ebenda) war ein deutscher Bildhauer und Maler.

## Leben und Werk
Nach einer Holzbildhauerlehre studierte er bis 1933 an der Kunstgewerbeschule Stuttgart bei Alfred Lörcher. 1943 heiratete er Hildegard Ruoff geb. Scholl (1919–2020), die bis zuletzt in der Fritz und Hildegard Ruoff Stiftung sein künstlerisches Erbe verwaltete. Bis zu seinem Tod im Jahre 1986 verbrachte er seine Arbeitsjahre in Nürtingen.
Sein Frühwerk, vom abstrakten Expressionismus kommend, ist geprägt von Dynamik und Expressivität. 1948 lernte er Peter Härtling kennen und wurde zu dessen Mentor. Fritz Ruoff beteiligte sich als ordentliches Mitglied des Deutschen Künstlerbundes zwischen 1956 und 1979 an vierzehn DKB-Jahresausstellungen.
In den 1960er Jahren führt sein Weg zum konstruktiven, meditativen Bild. Das gesamte Œuvre umfasst nach heutigem Kenntnisstand mehr als 2.000 Werke.
Das Werk von Fritz Ruoff wird von der 2003 gegründeten Fritz und Hildegard Ruoff Stiftung betreut. Die Stiftung verfügt über eine repräsentative Auswahl von Werken Ruoffs aus allen Schaffensphasen. Die gemeinnützige Stiftung wird treuhändisch von der Stadt Nürtingen geführt.
Werke von Ruoff befinden sich u. a. in der Stiftung Domnick (Nürtingen), der Kunstsammlung der Kreissparkasse Esslingen-Nürtingen, der Sammlung Landkreis Esslingen, dem Kunstmuseum Stuttgart und der Staatsgalerie Stuttgart.

## Ehrungen
- 1977 ernannte die Staatliche Akademie der Bildenden Künste Stuttgart Fritz Ruoff zum Ehrenmitglied. In der Würdigung durch den damaligen Rektor Wolfgang Kermer heißt es: „Resümierend läßt sich sagen: Aus bildhauerischen Anfängen über expressiv gesetzte Zeichen, deren Titel wie 'Apokalypse', 'Golgatha', 'Menetekel', 'Vision' allein schon den tiefen Pessimismus eines bis 1960 reichenden, der Malerei gewidmeten Abschnitts deklarieren, ist Fritz Ruoff mehr und mehr zu einer konstruktiv-meditativen Bildwelt, zu – wie man versucht ist zu sagen – sich nur der Andacht des einzelnen erschließenden 'Ikonen' gekommen. 'Wir haben dem Schmerz und der Schönheit gleichzeitig zu dienen' – Fritz Ruoff zitiert diesen Satz von Albert Camus in einem Brief vom 13. September 1971. Und er fügt hinzu: 'Dieses Motto möchte ich, auf die Gefahr hin überheblich zu erscheinen, für meine gesamte Arbeit bis heute in Anspruch nehmen […]' “[3]
- Fritz ruoff Schule Nürtingen(gegründet 1970)
- 1982 erhielt er die Verdienstmedaille des Landes Baden-Württemberg
- 1986 hat die Stadt Nürtingen Fritz Ruoff zum Ehrenbürger ernannt.